# Лешноволя-Поле
Лешноволя-Поле (пол. Lesznowola-Pole) — село в Польщі, у гміні Лешноволя Пясечинського повіту Мазовецького воєводства.